# Sabé Sports de Bouna
Maillots
Le Sabé Sports de Bouna est un club ivoirien de football basé à Bouna, à l'est du pays. En 2008, il évolue en MTN Ligue 1.

## Palmarès
- Championnat de Côte d'Ivoire
  - Vice-champion : 2000

- Coupe de la Ligue
  - Finaliste : 2014

## Anciens joueurs
- Vincent de Paul Angban

## Entraîneurs
- 1993 : Mamadou Zaré
- 1996 : Mahamadou Traoré
- 2008 : Yohou Balliet